# Travis Jackson
Travis Calvin Jackson (Waldo, 2 novembre 1903 – Waldo, 27 luglio 1987) è stato un giocatore di baseball statunitense che ha giocato nel ruolo di interbase nella Major League Baseball (MLB). È stato introdotto nella National Baseball Hall of Fame nel 1982.

## Carriera
Jackson firmò il suo primo contratto per giocare con Little Rock nel 1921 e nel 1922. Nella seconda stagione 1972 commise 72 errori, che è considerato il "record mondiale di errori".
Malgrado ciò, Jackson fu raccomandato a John McGraw, manager dei New York Giants della National League (NL) che gli fece firmare un contratto. Jackson debuttò con i Giants il 22 settembre 1922, apparendo in tre partite. Con Dave Bancroft e Heinie Groh, rispettivamente interbase e terza base partenti, fermi per infortunio durante la stagione 1923, Jackson si fece notare come loro sostituto. McGraw ebbe abbastanza fiducia nelle abilità di Jackson da scambiare Bancroft prima della stagione 1924 e Jackson divenne l'interbase partente. Questi giocò 151 gare durante la stagione 1924 con una media battuta di .302 e 11 fuoricampo. I Giants persero le World Series 1924 contro i Washington Senators, con Jackson che commise un errore chiave in gara 7.
Jackson era considerato uno dei migliori interbase della sua epoca, e guidò i pariruolo con .970 di fielding percentage nel 1931. Perse tuttavia diverse gare in carriera per infortuni e malattie. Jackson si infortunò nuovamente al ginocchio nel 1925, perse gran parte della stagione 1926 e fu operato di appendicite durante la stagione 1927. Perse del tempo per una parotite nel 1930 e per influenza nel 1932, continuando anche ad avere problemi al ginocchio che gli fecero perdere la maggior parte delle stagioni 1932 e 1933. Anche se Jackson scese dietro a Blondy Ryan nelle gerarchie della squadra nel corso della stagione, fece ritorno alle World Series 1933, dove i Giants batterono i Senators.
Jackson fu l'interbase partente nella stagione 1934, quando colpì 101 punti battuti a casa, venendo convocato per l'All-Star Game. Jackson giocò come terza base nelle ultime due stagioni, assumendo il ruolo di capitano, anche se faticò nelle World Series 1936, in cui i Giants furono sconfitti dai New York Yankees.
Jackson batté sopra .300 sei volte, incluso un primato in carriera di .339 nella stagione 1930 e batté 21 fuoricampo nel 1929. Concluse la carriera con 135 home run e .291 in battuta.

## Palmarès

### Club
- World Series: 1

New York Giants: 1933

### Individuale
- MLB All-Star: 1

1934